# Cardiocondyla emeryi
Cardiocondyla emeryi é uma espécie de formiga do gênero Cardiocondyla, pertencente à subfamília Myrmicinae.